# 최기일 (1981년)
최기일은 상지대학교 군시학과 학과장이자,방위산업 전문가,상지대학교 교수이다,

## 생애 주요 활동경력
신장은 186cm, 체중은 89kg이라고 직접 밝혔으며, 병역은 현역 소령으로 2004년도에 육군 학사장교(43기) 재정병과로 임관하였다. 건국대학교에서 국내 첫 방위사업학박사(Ph. D. of Defense Acquisition) 학위를, 국방대학교 국방관리대학원 국방관리학과에서 석/박사 학위과정 대상으로 강의와 연구를 수행했다.
학력사항은 충남 천안 소재 일봉초등학교 입학(1988년), 서울 은평구 소재 신도초등학교 졸업(1994년), 서울 대성중학교 졸업(1997년), 서울 대성고등학교 졸업(2000년), 숭실대학교 경영학부 회계학과 학사 졸업(2004년), 경희대학교 경영대학원 경영학과 석사 졸업(2008년), 중앙대학교 인적자원개발학과 박사 입학(2008년), 건국대학교 일반대학원 방위사업학과 박사 졸업(2016년)하였다.
육군 일선 야전부대와 정책부서 등에서 근무하였고, 방위사업청 획득전문인력으로 선발되어 방사청 계약관리본부 국제계약부 국제부품계약팀, 원가회계검증단 원가총괄팀, 지상유도무기원가분석팀, 삼성탈레스(주) 현장원가감독관 방산업체 기업파견, 감사관 공직감사담당관실 공직감찰담당으로 재직하였다.
독보적인 방위사업 분야 전문성을 인정 받아 다수의 정부포상 및 표창을 수여받았고, 대표적으로 반기문 UN 사무총장, 김용 세계은행 총재 등이 수상한 '도전한국인상'을 2017년 1월 서울 프레스센터에서 이국종 아주대학교 중증외상센터장 등과 함께 대한민국 최초 및 최고 방위사업 전문가로 인증되어 '2017 도전한국인상'을 받았다. 
방위산업 생산성 제고를 통해서 국가 경제에 이바지한 공로를 인정 받아 제41회 국가생산성대상 산업통상자원부장관 표창을, 한국방위산업학회 제6회 자랑스러운 방산인상 '방산학술상'  , 한국방위산업진흥회 주최 2014, 2016, 2018 방위산업 우수논문상 등을 수상하였다.

## 21대 총선 출마
국회 국방위원회 소속 최재성 의원에 의해 영입된 케이스로 알려진 최교수는 21대 총선에서 고향인 천안에서 출마할 것으로 알려졌다. 특히 상대적으로 민주당에 수월한 지역인 천안병지역 전략공천을 희망하고 있다. 현역의원이던 윤일규 초선의원이 불출마 선언을 함에 따라 그 가능성이 커지기도 하였다. 그러나 천안병지역의 예비후보인 박양숙을 여성대표로 공천하여야 한다는 민주당 여성계의 주장도 거세어 쉽지만은 않은 상황이지만, 박양숙 예비후보는 천안병지역이 전략공천 지역구로 지정됨과 동시에 공천심사에서 탈락되어 배제되었다. 대안으로 공직선거법 위반으로 2심에서 당선무효형으로 대법원에 올라가 있는 현역 이규희 의원의 지역구인 천안갑 출마가 거론되기도 한다. 그러나 천안갑지역은 대표적인 도농복합지역으로 보수적 유권자 성향인데다 상대당인 미래통합당의 동일한 방산전문가인 신범철 후보를 상대하여야 하므로 쉽지 않은 상황이다. 미래통합당의 신범철 후보는 같은 천안출신의 방산전문가이면서도 초,중,고,대학을 천안지역에서 나온 상태에서 이전부터 표밭갈이를 해오고 있는 상황이다. 전략공천에 대한 기존 갑 예비후보들과 지역의 더불어민주당원들의 반발도 극복해야 될 과제이다. 선거가 겨우 50일도 안 남은 상태에서 지역에서 얼굴도 모르는 후보를 당에서 전략공천한다면 탈당까지 불사하겠다며 당원들의 집단적 반발 움직임이 언론에 보도 되었다. 보관됨 2020-02-23 - 웨이백 머신 2월 23일 페이스북에는 더불어민주당 천안갑운영위원회, 천안갑상무위원회 천안갑당원 일동으로 중앙당의 전략공천을 반대하는 결의문이 올라왔다. 

## 논조
대한민국 방위산업의 육성과 진흥을 도모하고, 방산원가 제도 선진화와 방위사업 전문성 강화를 위한 전문교육 활성화를 강조하였다. 또한, 방산비리에 대한 비리의 본질과 실체를 연구하여 인식과 접근 방식의 개선을 주장한 바 있다. 미래 통일 대한민국 시대 방위산업의 나아갈 방향성을 제시하기 위해서 활발한 연구와 활동 중이며, 인구감소에 따른 병력감축과 현대전 첨단 무기체계 중요성 등에 따라 '단계적 모병제'를 주장하였고, 청와대 내 방산비서관 직제 신설을 제언한 바 있다.

## 저서
주요 저서는 다음과 같다.
- 기초 경제학'
- 제조원가계산실무Ⅱ'
- 방산원가분석론
- 원가론
- 국방조달관리
- 계약 및 협상관리
- 국제협상론
- 방위사업 전문가 도전(박사학위 입문 지침서)
- 모병제 해야 나라가 산다(모병제추진시민연대 공동 저술)